# ستيوارت رايدر
ستيوارت رايدر (بالإنجليزية: Stuart Ryder)‏ هو لاعب كرة قدم بريطاني في مركز الدفاع، ولد في 6 نوفمبر 1973 في Sutton Coldfield ‏ في المملكة المتحدة. شارك مع منتخب إنجلترا تحت 21 سنة لكرة القدم. أما مع النوادي، فقد لعب مع نادي مانسفيلد تاون ونادي والسول.